# Summit County (Utah)
Summit County ist ein County im Bundesstaat Utah der Vereinigten Staaten. Das U.S. Census Bureau hat bei der Volkszählung 2020 eine Einwohnerzahl von 42.357 ermittelt. Der Sitz der Countyverwaltung (County Seat) ist Coalville. Der größte Ort im County ist Park City.

## Geographie
Das Summit County hat eine Fläche von 4874 Quadratkilometern (1882 mi²), davon sind 28 Quadratkilometer Wasserfläche. Es grenzt an die Countys: Uinta County (Wyoming), Sweetwater County (Wyoming), Daggett County, Duchesne County, Wasatch County, Salt Lake County, Morgan County und Rich County.

## Geschichte
Summit County wurde 1854 gegründet. Es wurde deshalb so benannt, weil 39 der höchsten Berge von Utah sich hier befinden.

## Demografische Daten

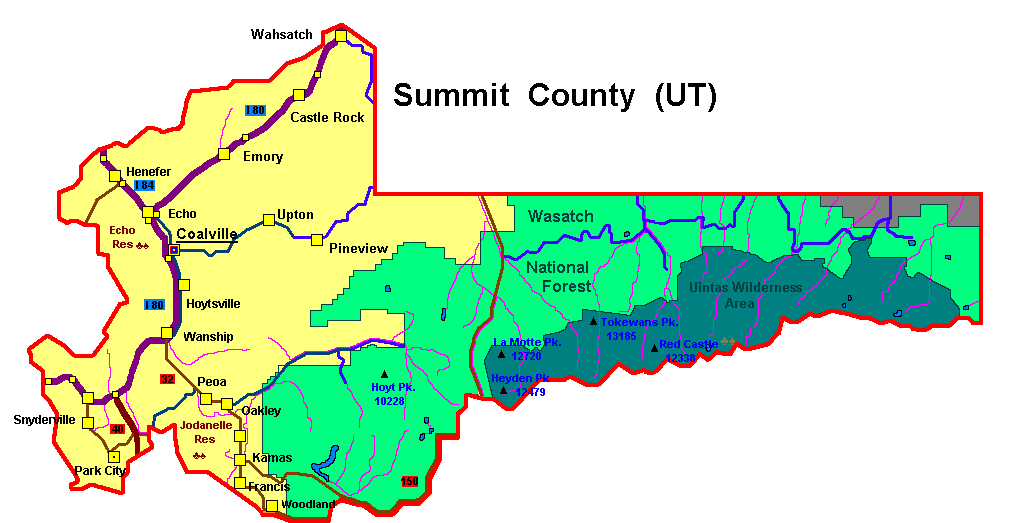
Karte

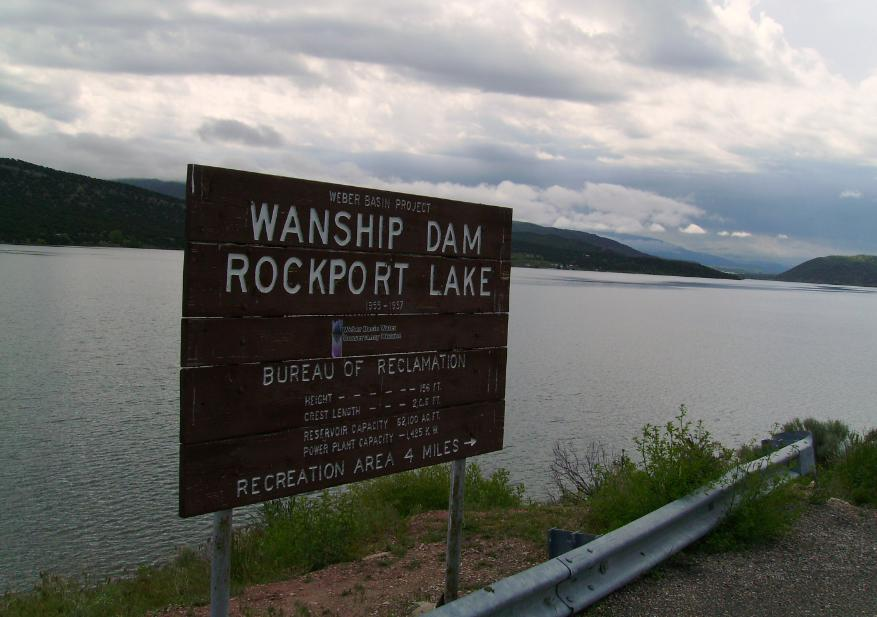
Der Rockport Lake

Nach der Volkszählung im Jahr 2000 lebten im Summit County 29.736 Menschen. Es gab 10.332 Haushalte und 7501 Familien. Die Bevölkerungsdichte betrug 6 Einwohner pro Quadratkilometer. Ethnisch betrachtet setzte sich die Bevölkerung zusammen aus 91,80 % Weißen, 0,24 % Afroamerikanern, 0,31 % amerikanischen Ureinwohnern, 0,96 % Asiaten, 0,04 % Bewohnern aus dem pazifischen Inselraum und 5,43 % aus anderen ethnischen Gruppen; 1,21 % stammten von zwei oder mehr ethnischen Gruppen ab. 8,09 % der Bevölkerung waren spanischer oder lateinamerikanischer Abstammung.
Von den 10.332 Haushalten hatten 40,80 % Kinder und Jugendliche unter 18 Jahre, die bei ihnen lebten. 63,50 % waren verheiratete, zusammenlebende Paare, 6,20 % waren allein erziehende Mütter. 27,40 % waren keine Familien. 18,40 % waren Singlehaushalte und in 3,20 % lebten Menschen im Alter von 65 Jahren oder darüber. Die Durchschnittshaushaltsgröße betrug 2,87 und die durchschnittliche Familiengröße lag bei 3,30 Personen.
Auf das gesamte County bezogen setzte sich die Bevölkerung zusammen aus 29,80 % Einwohnern unter 18 Jahren, 8,40 % zwischen 18 und 24 Jahren, 34,00 % zwischen 25 und 44 Jahren, 22,90 % zwischen 45 und 64 Jahren und 4,90 % waren 65 Jahre alt oder darüber. Das Durchschnittsalter betrug 33 Jahre. Auf 100 weibliche Personen kamen 108,30 männliche Personen, auf 100 Frauen im Alter ab 18 Jahren kamen statistisch 108,30 Männer.
Das jährliche Durchschnittseinkommen eines Haushalts betrug 64.962 USD, das Durchschnittseinkommen der Familien betrug 72.510 USD. Männer hatten ein Durchschnittseinkommen von 47.236 USD, Frauen 28.621 USD. Das Prokopfeinkommen betrug 33.767 USD. 5,40 % der Bevölkerung und 3,00 % der Familien lebten unterhalb der Armutsgrenze. 5,60 % davon waren unter 18 Jahre und 3,90 % waren 65 Jahre oder älter.

## Städte und Orte
- Altus
- Atkinson
- Castle Rock
- Coalville
- Echo
- Emory
- Francis
- Gorgosa
- Henefer
- Hoytsville
- Kamas
- Keetley Junction
- Kimball Junction
- Marion
- Oakley
- Park City
- Peoa
- Samak
- Snyderville
- Summit Park
- Upton
- Wahsatch
- Wanship
- Woodland

## Schutzgebiete
- Historic Union Pacific Rail Trail State Park
- Rockport State Park
- Uintas Wilderness Area
- Wasatch National Forest